# ヒドラスチン
ヒドラスチン(Hydrastine)は、1851年にAlfred P. Durandが発見した天然に存在するアルカロイドである。加水分解すると、1910年代にバイエルが抗出血性薬として特許を取ったヒドラスチニンが生成する。
名前の由来となったヒドラスチス(Hydrastis canadensis)等のキンポウゲ科の植物に含まれる。

## 全合成
ヒドラスチンの全合成は、1931年にロバート・ロビンソン卿らによって初めて報告された。その後、鍵となるラクトンアミド中間体（図の構造4）の合成が最も困難であったが、1981年にJ.R.ファルクらが単純な出発物質から4段階でヒドラスチンを全合成する事に成功し、大きなブレイクスルーとなった。ファルクの合成では、パッセリーニ反応を利用してラクトンアミド中間体4を構築することが重要なステップであった。
比較的単純な1,3-ベンゾジオキソールの誘導体1から出発し、リチウムメチルイソシアニドを用いたアルキル化反応により、イソシアニド中間体2を得る。中間体2をオピアン酸3と反応させると，分子内パッセリーニ反応が起こり，鍵となるラクトンアミド中間体4が得られる。続いて、POCl3を用いて脱水条件下で閉環反応を行い、次にPtO2を触媒として水素化反応を行うことで、テトラヒドロイソキノリン環が形成される。最後に、ホルムアルデヒドとの還元的アミノ化反応によりN-メチル基を設置して、ヒドラスチンが合成される。